# Круглов, Александр Иосифович
Алекса́ндр Ио́сифович Кругло́в (род. 1950, Харьков) — советский и украинский учёный, кандидат философских наук, доцент, доктор наук. Автор многих работ по теме Холокоста, известный украинский исследователь, историк ведущий специалист по «Акции 1005» на Украине. Преподаёт курс философии на кафедре философии в Харьковском национальном университете радиоэлектроники. Научный руководитель «Украинского института изучения Холокоста», научный консультант Украинского института изучения Холокоста «Ткума» (Харьков). Работал в Мемориальном музее Холокоста (США). Член Научного комитета Yahad — in Unum (Франция), заместитель главного редактора «Русской библиотеки Холокоста» (Россия).

## Биография
Александр Иосифович Круглов родился в 1950 году в Харькове. Окончил исторический факультет ХГУ. С 1980 года поступил на работу в кафедру философии ХНУРЭ, где проработал заведующим учебно-методическим кабинетом. Впоследствии стал старшим преподавателем и получил степень доцента. В 1989 году стал кандидатом наук, защитив диссертацию по теме «Расизм как социальное явление». Круглов начал заниматься изучением Холокоста на Украине ещё в советские доперестроечные времена, когда исследования такого рода официально не поощрялись. Свои первые работы по теме Холокоста Круглов публиковал в ГДР и Польше.
Проживает в Харькове. А. Круглов свободно говорит на русском и украинском языках и обладает навыками английского, польского и немецкого языков. Участвует в научно-исторических конференциях, в частности «Міжнародна наукова конференція» в Киеве в 1991 году, VIII Международная педагогическая конференция «Исследование и преподавание истории Второй мировой войны и Холокоста на постсоветском пространстве» (2010), Международная научная конференция «Этнополитические проблемы истории Второй мировой войны: коллаборация и Сопротивление» (2013), XX Международная конференция по иудаике (2013) и мн. др. Член Международного академического совета «Ткума».
С 2013 по 2014 год был сотрудником Мемориального музея Холокоста (США).

## Публикации
Автор 16 монографий и сборников документов. Имеет более 30 публикаций, среди них:

### Статьи
- Круглов А. Уничтожение евреев Смоленщины и Брянщины в 1941—1943 годах // Вестник Еврейского университета в Москве. Гл. ред. М. Куповецкий. — 1994. — № 3(7). — С. 193—220.
- Круглов А. И. Истребление еврейского населения на Левобережной Украине (зона военной администрации) в 1941—1942 гг. // Елисаветинский, С. Я. Катастрофа и сопротивление украинского еврейства (1941—1945) : Очерки по истории Холокоста и сопротивления в Украине. — К.: Институт Политических исследований НАН Украины, 1999. — С. 172—201.
- Круглов А. Львов, июль 1941: Начало уничтожения // Голокост i сучасність (Киев). — 2003. — № 5. — С. 12-14.
- 217 статей в издании «Холокост на территории СССР. Энциклопедия» (2009).
- «We Emptied our Magazines into Them» The Ukrainian Auxiliary Police and the Holocaust in Generalbezirk Charkow, 1941—1943 // Yad Vashem Studies. 2013. — 41 (1). — Р. 63-98.
- «Die Deportation deutscher Bürger jüdischer Herkunft durch die Faschisten nach dem Osten 1940 bis 1945» for Zeitschrift für Geschichtswissenschaft
- «Deportacja Zydów śląskich do hitlerowskich obozów zagłady w latach 1941—1944» for Studia nad Faszyzmem i Zbrodniami Hitlerowskimi
- «Deportacja ludności żydowskiej z dystryktu Galicja do obozu zagłady w Bełżcu w 1942» for Biuletyn Zydowskiego Instytutu Historycznego
- «Jewish Losses in Ukraine, 1941—1944» for The Shoah in Ukraine. History, Testimony, Мemorialization.

Кроме этого, способствовал созданию более 460 записей в энциклопедии лагерей и гетто.

### Книги
- Григорий Кривошеев, Владимир Андроников, Петр Буриков, Владимир Гуркин, Александр Круглов, Е. Родионов, М. Филимошин. Гриф секретности снят. Потери вооруженных сил СССР в войнах, боевых действиях и военных конфликтах. — Воениздат, 1993. — 416 с. — ISBN 5-203-01400-0.
- Еврейский геноцид на Украине в период оккупации в немецкой документалистике 1941—1944 / Сост. А. И. Круглов, Ю. М. Ляховицкий, Ю. Г. Субочева (Шульман). Перед назв.: Инст. евр. иссл., Укр. мемор. фонд Холокоста «Дробицк. Яр» (Центр документации), Секция ист. и культ. евр. насел. Украины Сев.-Вост. научн. центра НАН Украины. Серия "Евр. геноц. на Украине в период оккуп. 1941—1944. На внутр. обл. предисл. Владимира Семиноженко, предс. Сев.-Вост научн. центра НАН Украины, акад. НАН Украины, нар. деп. Украины "О книгах серии «Еврейский геноцид на Украине в период оккупации. 1041—1944». На задн. обл "О редакторе «Серии». Под общ. ред. действ. чл. (академика) Нью-Йорк. АН Ю. М. Ляховицкого. -Х:-Иерус Б-ка газеты «Бенсиах», 1995. -С.292.
- Круглов А. Уничтожение еврейского населения в Винницкой области в 1941—1944 гг.. — Могилев-Подольский, 1997. — 89 с.[20][21].
- Круглов А. Энциклопедия Холокоста: Еврейская энциклопедия Украины / Ред. И. М. Левитас. — К., 2000. — 224 с. — ISBN 966-95555-1-5[22].
- Катастрофа украинского еврейства 1941—1944 гг. . — Каравелла, 2001. — 375 с. — ISBN 9789665860792..
- Юрий Поляков, Григорий Кривошеев, Владимир Андроников, Петр Буриков, Владимир Гуркин, Александр Круглов, Е. Родионов, М. Филимошин. Россия и СССР в войнах XX века. Статистическое исследование. — Олма-Пресс, 2001. — 608 с. — ISBN 5-224-01515-4.
- Круглов А. Сборник документов и материалов об уничтожении нацистами евреев Украины в 1941—1944 годах. Составитель А.Круглов, Киев. 2002, 486 с[20].
- Круглов А. Хроника Холокоста в Украине, 1941—1944 гг. — Премьер, 2004. — 207 с. — ISBN 978-966-685-135-5.
- Круглов А. Потери евреев Украины в 1941—1944 гг. Харьков, 2005, 374 с[20].
- «The Losses suffered by Ukrainian Jews in 1941—1944» (2005 г.)
- Круглов А. Без жалости и сомнения. Документы о преступлениях оперативных групп и команд полиции безопасности и СД на временно оккупированной территории СССР в 1941—1944 гг. Часть 1. — Днепропетровск: Центр «Ткума»; ПП «Лира ЛТД», 2008. — 240 с.
- Andrej Angrick, Omer Bartov, Karel C. Berkhoff, Ray Brandon, Martin Dean, Dennis Deletant, Frank Golczewski, Alexander Kruglov, Wendy Lower, Dieter Pohl, and Timothy Snyder. The Shoah in Ukraine. — ISBN 978-0-253-00159-7.
- «Jewish Losses in Ukraine, 1941—1944.» In The Shoah in Ukraine: History, Testimony, Memorialization, edited by Ray Brandon and Wendy Lower. Indiana University Press, 2008.
- Круглов А. Без жалости и сомнения. Документы о преступлениях оперативных групп и команд полиции безопасности и СД на временно оккупированной территории СССР в 1941—1944 гг. Часть 2, 3. — Днепропетровск, 2009.
- Круглов А. Без жалости и сомнения. Часть 3. — Ткума, 2009. — 283 с. — ISBN 978-966-383-248-7.
- Круглов А. «Геноцид цыган в Украине в 1941—1944 гг.: Статистико-региональный аспект» (2009 г.)
- Григорий Кривошеев, Владимир Андроников, Петр Буриков, Владимир Гуркин, Александр Круглов, Е. Родионов, М. Филимошин. Россия и СССР в войнах XX века. Книга потерь. — Вече, 2010. — 210 с. — ISBN 978-5-9533-4672-6.
- «Olevsk Ghetto» by Jared McBride and Alexander Kruglov for The United States Holocaust Memorial Museum. — 2012.
- Круглов А. Трагедия Бабьего Яра в немецких документах. — Днепропетровск: Центр «Ткума»; ЧП «Лира ЛТД», 2011. — 140 с. — ISBN 978-966-383-346-0.
- Круглов А. Истребление евреев Одессы в 1941—1943 гг. — Днепропетровск: Институт «Ткума», 2014. — 160 с. — ISBN 978-966-383-492-4.

### Энциклопедии
Принимал участие в создании следующих энциклопедий (список не полный):
- The United States Holocaust Memorial Museum. Encyclopedia of Camps and Ghettos, 1933–1945[англ.] (англ.) / Editor Geoffrey P. Megargee[англ.]. — USA: Indiana University Press, United States Holocaust Memorial Museum.;
- Холокост на территории СССР. Энциклопедия / Гл. ред. И. А. Альтман. — 2-е изд., испр. и доп. — М.: РОССПЭН, 2011. — 1143 с. — ISBN 978-5-8243-1463-2..

## Лекции и конференции
- Міжнародна наукова конференція ЄВРЕЙСЬКА ІСТОРІЯ ТА КУЛЬТУРА В КРАЇНАХ ЦЕНТРАЛЬНОЇ ТА СХІДНОЇ ЄВРОПИ КАТАСТРОФА ЄВРОПЕЙСЬКОГО ЄВРЕЙСТВА ПІД ЧАС ДРУГОЇ СВІТОВОЇ ВІЙНИ РЕФЛЕКСІЇ НА МЕЖІ СТОЛІТЬ. Київ 1999[23]
- Круглов А. «Участие немцев в спасении евреев в Украине в 1941—1944 гг.»[24]
- Круглов А. «Погромы в Восточной Галиции летом 1941 г. — организаторы, участники, масштабы и последствия». Международная научная конференция 26-28 апреля 2010 г., Москва.
- Круглов А. «О СОСТОЯНИИ И ПЕРСПЕКТИВАХ ИССЛЕДОВАНИЯ ХОЛОКОСТА НА УКРАИНЕ»[25].
- Круглов А. Потери евреев Украины в 1941—1944 гг.[26]. Десятая ежегодная международная междисциплинарная конференция по иудаике. 28-30 января 2003 (Москва, гостиница «Космос»).
- Ленкция на международной конференции «„Операция 1005“: нацистские попытки устранения следов геноцида в Восточной и Центральной Европе в 1942—1944 гг.» (15-16 июня 2009 г., Париж)[27]
- Девятнадцатая ежегодная международная конференция по иудаике. Москва, 29-31 января 2012 года[28].
- Международная научная конференция «Этнополитические проблемы истории Второй мировой войны: коллаборация и Сопротивление». 14 мая 2013 года[29]
- Международная конференция в Центре «Менора». 22-24 июня 2014 года[30].
- Ленкция на конференции «Война и Холокост: взрослый мир глазами детей». Международная конференция в Барселоне 14-15 декабря 2015 года[31].

## Оценки исследований
Кандидат исторических наук Анатолий Подольский отмечает, что: 

Историк А. Круглов проделал поистине титаническую работу — перевел с немецкого языка 204 документа, дал им научную характеристику и снабдил комментариями. В книге помещены подробные статистические данные о нацистском геноциде против евреев буквально по всем регионам Украины, приказы и распоряжения немецкого командования, нацистские директивы и многое другое.